# 랍스터 테르미도르

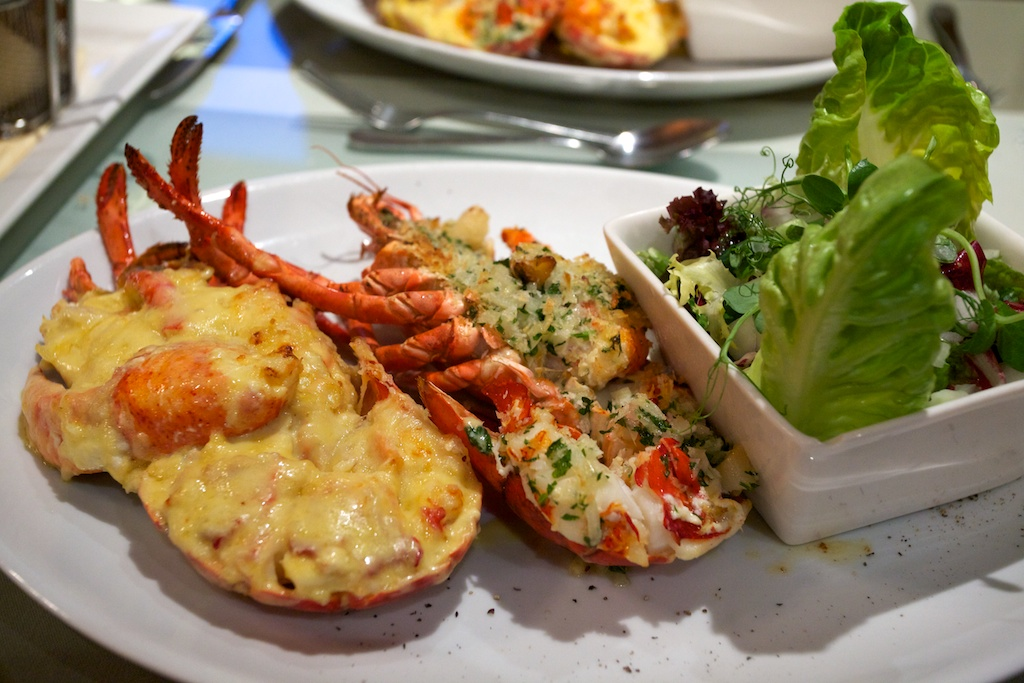
랍스터 테르미도르 (가운데)

랍스터 테르미도르 (Lobster Thermidor, 프랑스어: Homard Thermidor)는 프랑스 요리의 일종으로, 삶은 바닷가재살과 계란노른자, 브랜디 (코냑이 일반적)를 섞어 만든 보드라운 속을 바닷가재 껍데기에 채운 요리다. 바닷가재 위에 치즈를 올려 오븐에 구워 고소한 갈색 층을 내기도 하며, 이때는 그뤼예르 치즈를 쓸 때가 많다. 소스에는 반드시 머스타드가 들어가야 하며 보통은 가루로 된 머스타드를 쓴다. 재료 자체가 값비싼 데다 조리하기도 까다롭기 때문에 주로 특별한 날에나 먹는 요리로 알려져 있다.

## 역사
랍스터 테르미도르는 1880년 파리의 요리사였던 오귀스트 에스코피에 (Auguste Escoffier)가 고안한 것으로 알려져 있다. 오귀스트는 1881년부터 파리의 포르트생마르탱 극장 인근에 위치한 레스토랑 '라 메종 메르' (La Maison Maire)의 총주방장이 되었다. 라 메종 메르는 와인과 선지로 채운 오리고기 요리로 유명했고 페리괴 소스 마카로니, 페르드로 찜요리, 크림감자 요리로도 이름났다.
테르미도르라는 이름의 유래는 사실 프랑스의 극작가 빅토리앙 사르두의 연극 <테르미도르> (Thermidor)에서 따온 것이다. 1891년 1월 24일 초연된 이 공연은 프랑스 혁명 당시 여름 날짜에 해당되는 달인 '테르미도르'를 제목으로 따온 것으로, 로베스피에르가 처형되고 공포정치가 끝난 테르미도르의 반동 시기를 일컫는다. 소재 자체가 정치적 논란을 불러온 터라 두번째 공연 이후로는 급진 공화당원들의 방해로 중단되었고 결국 경찰당국의 개입으로 한동안 공연되지 못했다. 이후 5년 뒤인 1896년 3월 3일 포르트생마르탱 극장으로 무대를 옮겨 재공연을 개시했고 이번에는 큰 성공을 거두었다. 이에 에스코피에가 만들어낸 신 메뉴의 이름에 라 메종 메르의 주인이었던 페야르가 연극명을 따와 붙인 것이다.

## 같이 보기
- 랍스터